# نوار (غجر)
نوار أو نور ومفردها نوري هم مجموعة سكانية تسكن في فلسطين وسوريا والأردن وتنتمي إلى مجموعة الشعوب الغجرية التي تعود جذورها إلى شبه الجزيرة الهندية ودلتا السند. يشكل النوار الغجر أقلية عرقية في فلسطين وسوريا والأردن وينحدرون من قومية الكاولية في العراق، استناداً لبعض المصادر كان عددهم في 2005 يتراوح حوالي 30 ألف نسمة في الضفة الغربية. وأعدادهم في سوريا غير معروفة .
ينتشر النوار في عدة بلدان ومنهم من زال يعيشون حياة بدائية في الخيم في الصحراء وقرب المدن وقسم منهم أصبح يتحدث اللغة العربية واعتنق الديانة الإسلامية. وتختلف وتتنوع ملامحهم الشكلية فمنهم داكني البشرة ومنهم بيض البشرة وقسم منهم ملامحهم الشكلية هندية.